# 现场特效
现场特效或實際特效（英語：Practical effect）是一个影视拍摄的术语，指的是在拍摄现场实际制作的特效，不含有電腦合成影像和后期制作的技术。某些情况下，“特效”被用作为“现场特效”的同义词，与在后期制作中通过摄影处理或电脑CG制作的“视觉特效”形成对比。
动作电影的许多主要元素都是现场特效，例如：枪声、枪伤、雨、水、风、火、土石和爆炸都可以由精通现场特效的工作人员，在电影布景中制作完成；使用化妆、假肢、面具和木偶制作的特效化妆，与CG制作的图像形成对比，也是现场特效的例子。